# Peperomia papillosa
Peperomia papillosa är en pepparväxtart som beskrevs av Gustav Adolf Hugo Dahlstedt. Peperomia papillosa ingår i släktet peperomior, och familjen pepparväxter. Inga underarter finns listade i Catalogue of Life.